# 第一代紐卡斯爾公爵托馬斯·佩勒姆-霍利斯
第一代泰恩河畔纽卡斯尔公爵和第一代纽卡斯尔安德莱恩公爵托马斯·佩勒姆-霍利斯，KG，PC，FRS（英語：Thomas Pelham-Holles, 1st Duke of Newcastle upon Tyne and 1st Duke of Newcastle-under-Lyne，1693年7月21日—1768年11月17日），英国辉格党政治家，通常被称为纽卡斯尔公爵，1754年至1756年和1757年至1762年兩任首相，其政治生涯见证了18世纪辉格党的霸权地位。
纽卡斯尔公爵是罗伯特·沃波尔爵士的门生，在沃波尔手下工作了20多年直至沃波尔政府垮台。纽卡斯尔随后与他的胞弟亨利·佩勒姆首相一起掌权至1754年。此后，他连续担任內閣大臣30年，主导英国外交政策。
纽卡斯尔的兄弟亨利去世后，他在两个不同的时期担任了六年的首相。虽然他的第一个首相职位并不特别引人注目，但在这个任期内，纽卡斯尔促成了七年战争，但他的软弱外交政策使他失去了首相职位。在他的第二个任期之后，他在罗金汉勋爵的政府中短暂任职，然后从政府退休。纽卡斯尔更适合作为一个能力更强的领导人的副手，比如沃波尔、他的兄弟亨利或老皮特。纽卡斯尔透過巧妙且努力不懈地利用政治酬庸，長期掌握權力，在英国历史上甚少政治家在這方面能與之相比。从1715年到1761年，他的才能在担任辉格党的政党总管时开始显露。他利用能力和金钱来选择人才，分配赞助并且赢得选举。纽卡斯尔在萨塞克斯郡、诺丁汉郡、约克郡和林肯郡尤其有影响力。他最大的胜利来自1754年的选举。

## 早期生活

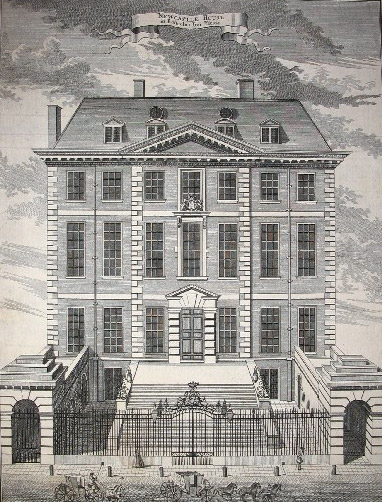
纽卡斯尔公爵于1711年从他的叔叔那里继承了纽卡斯尔庄园，并用作他在伦敦的主要住所。他经常在此地举办奢华的派对

托马斯·佩勒姆于1693年7月21日出生于伦敦。他是第一代佩勒姆男爵托马斯·佩勒姆的长子。纽卡斯尔在西敏公学学习，并于1710年升讀剑桥大学克莱尔学院，身份是比普通自費學生高一等的院士同桌生。纽卡斯尔的叔叔于1711年去世，他的父亲于次年去世，两人都将他们的大庄园留给了他们的侄子和儿子。当纽卡斯尔在1714年成年时，佩勒姆家族是王国最大的地主之一。他叔叔遗嘱的一项规定是，他的侄子要将其姓氏「霍勒斯」添加到自己的姓氏，纽卡斯尔忠实地这样做了，此后将自己定名为托马斯·佩勒姆-霍勒斯。
纽卡斯尔随后越来越认同辉格党政策，就像他的父亲和叔叔一样，但尽管他们的观点一直很温和，纽卡斯尔的观点却变得越来越党派化及好战。英国在安妮女王去世后支持汉诺威选帝侯乔治继位的辉格党和支持詹姆斯黨人詹姆斯·斯图亚特回归的托利党之间存在很大分歧，詹姆斯·斯图亚特后来被称为“老皇位觊觎者”。这个问题在安妮女王统治的最后几年主导了英国政治，直到她于1714年去世，此事对纽卡斯尔公爵未来的职业生涯产生了深远的影响。他加入了汉诺威俱乐部和奇巧俱乐部，两个俱乐部都是辉格思想和组织的中心。伦敦的纽卡斯尔府成为他的主要住所。

## 早期政治生涯

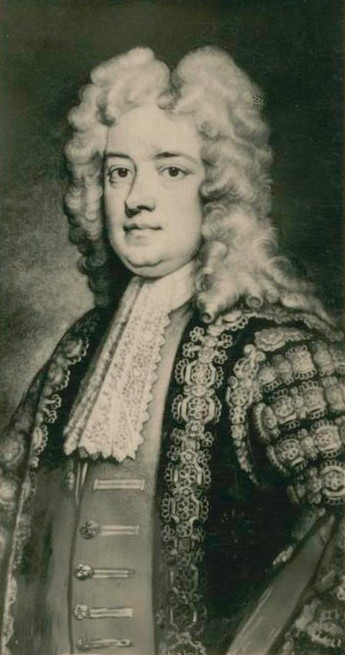
从1720年起，纽卡斯尔与罗伯特·沃波尔爵士结盟。在接下来的20年里，他们将成为政治伙伴，而纽卡斯尔在1742年沃波尔政府倒台之前将一直是沃波尔的忠实拥护者

纽卡斯尔在安妮女王去世后大力支持辉格党，并在使伦敦人民接纳乔治一世国王方面产生了很大影响，甚至组织了所谓的“纽卡斯尔暴徒”与竞争对手詹姆斯党展開街頭衝突。
由于他的衷心耿耿，新的汉诺威国王于1714年封他为克莱尔伯爵，并于1715年加封为泰恩河畔纽卡斯尔公爵，这两个头衔以前由他已故的叔叔约翰·霍勒斯持有。纽卡斯尔还成为米德尔塞克斯郡和诺丁汉郡的郡尉和嘉德骑士。在他的新职位上，纽卡斯尔负责在他控制的地区镇压詹姆斯党。在米德尔塞克斯，他逮捕并审问了800人，并成立了一个志願防衛协会来保卫该郡。1715年，他捲入了一场骚乱，最终导致两名男子被杀，纽卡斯尔沿着屋顶逃亡。隨著詹姆斯党军队在1715年的普雷斯顿战役中被擊敗，以及隨後老觊觎者的逃亡，乔治一世的继位終成定局。
汉诺威人对雅各布派的胜利标志着辉格党長期统執政的开始，这种執政持续了18世纪的大部分时间。在乔治一世眼中，由于托利党人支持詹姆斯党，于是国王不信任托利党人，并从辉格党人之间任命王国的所有大臣和官员。在辉格党获胜后，辉格党分裂为一个为乔治一世组建政府的团体，而其他持不同政见的辉格党则成为议会中的有效反对派。经过一段时间的政治调整，他与詹姆斯·斯坦霍普领导的辉格派有一段时间联系在一起，但从1720年起，纽卡斯尔开始强烈认同执政的辉格党，后者很快就被罗伯特·沃波尔爵士控制。
沃波尔很高兴地欢迎年轻的纽卡斯尔加入他的圈子，因为沃波尔相信他可以轻松控制纽卡斯尔，因为这将加强沃波尔对抗其他辉格党派的力量。1721年，沃波尔就任英国第一任首相，并将在接下来的21年中持续担任该职位。纽卡斯尔与沃波尔的主要盟友查尔斯·汤森德有关，这加强了他与新政府领导人的联系。
1717年4月2日，纽卡斯尔与马尔博罗公爵的孙女哈蕾特·戈多芬夫人结婚，这增加了他与辉格党的政治联系，马尔博罗在最近的欧洲战争中取得胜利后成为民族英雄，被认为是辉格党的偶像。

## 宫务大臣

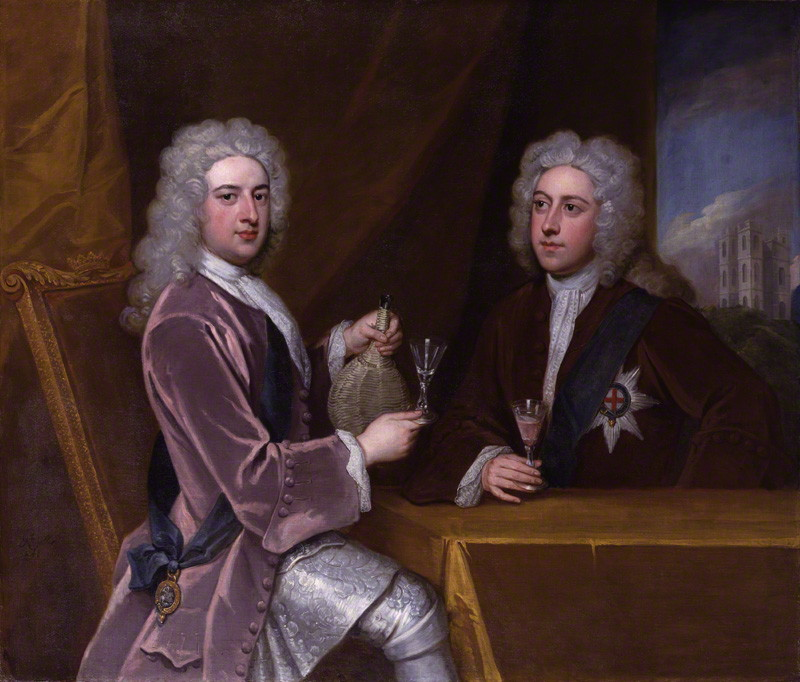
纽卡斯尔（左）和第七代林肯伯爵亨利·克林頓（右）

1717年，23岁的纽卡斯尔首次获得高级政治职位，成为宫务大臣，并被赋予监督剧院的责任。戏剧往往极具政治色彩，纽卡斯尔的任务是压制任何他认为过于批评汉诺威继位或辉格党政府的戏剧或剧作家。纽卡斯尔与著名剧作家理查德·斯蒂尔爵士多次发生冲突。
纽卡斯尔担任该职位长达七年，由于表现出色，纽卡斯尔得到了进一步晋升。虽然他年纪尚轻，但他在许多选举中通过使用家族财富及人脉将20位议员送进政府，展现了自己的实力。在1717年至1721年间辉格党内的紛爭期间，纽卡斯尔保住了自己的地位，此后他转而效忠于沃波尔，确保了他的影响力。在南海公司倒闭后，沃波尔让辉格派之间的鬥爭暫告一段落，南海泡沫事件导致数以千計人的生活被摧毁。纽卡斯尔本人损失了4,000英镑。沃波尔当时被视为唯一可以为国家和辉格党带来稳定的人，于是被授予了前所未有的权力，从实际上使他成为了英国的第一任首相。
在纽卡斯尔于政府任职期间，他和他的妻子因举办奢华派对而闻名，伦敦社会的大部分人都参加了这些派对，包括他的许多政治对手。他还非常喜欢猎狐，并经常去毕晓普斯通，这是他在苏塞克斯的一处房产，专门为猎狐建立。在担任宫务大臣期间，纽卡斯尔监督一次对公共建筑的大修任務，其中的许多建筑都極待修葺。

## 內閣大臣

### 任命
1724年，纽卡斯尔被沃波尔选为南方部大臣，代替卡特雷特勋爵，这一举动主要由汤森德策划。一段时间以来，他一直被认为是政府中第三重要的人，仅次于沃波尔和汤森德，这一点得到了他的新职位的证实。几年来，纽卡斯尔对外交事务的兴趣与日俱增，并且一直在自学外交和欧洲国家体系的微妙细节。然而，他在职的头几年，英国外交政策的控制权被擔任另一位內閣大臣的汤森德控制，而纽卡斯尔实际上担任了他的副手。沃波尔通常很乐意让汤森德控制外交事务，因为他在大多数问题上都同意汤森德的观点。

### 与法国的联盟
自从结束了上一次欧洲大战的乌得勒支条约簽訂以来，英国一直是法国的盟友，这在政策上发生了强烈的逆转，因为法国以前被认为是英国的首要敌人。结盟的原因很复杂，许多人怀疑这种缓和的态度能否持续很长时间，但当纽卡斯尔成为內閣大臣时，英法已经成为近十年的盟友。到1719年，他们已成为更广泛的四国联盟的一部分，这是迄今为止欧洲政治中最强大的力量，正如四国联盟战争期间所证明的那样，联军瓦解了西班牙人收复意大利失地的企图。然而，该联盟并不受欢迎，英國议会和国內许多人仍然认为法国是英国的自然敌人。

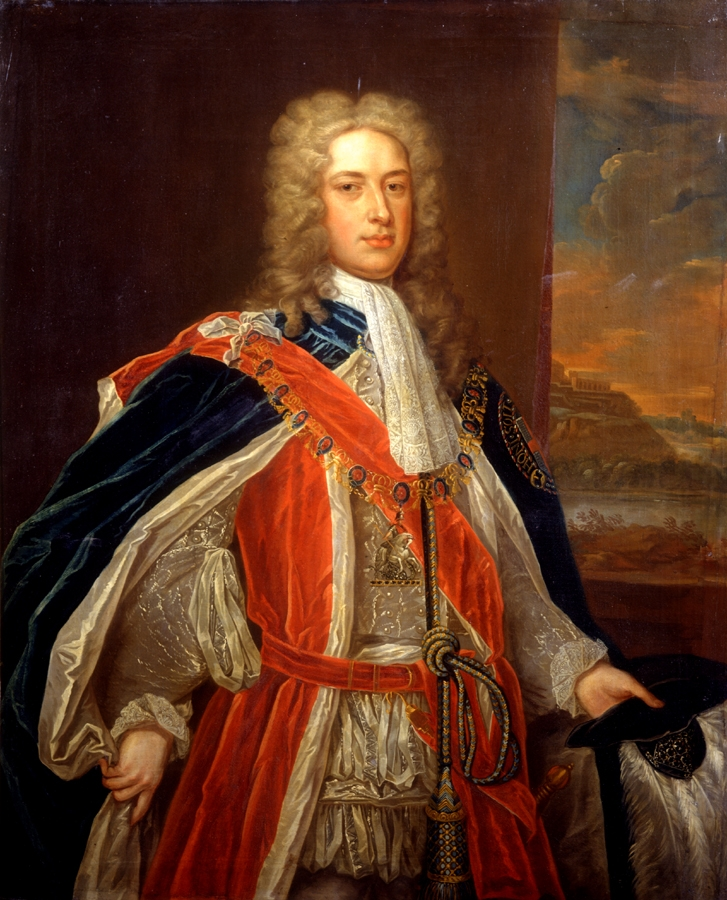
1735年，纽卡斯尔担任沃波尔内阁的南方部大臣

纽卡斯尔的弟弟亨利·佩勒姆随后也加入了政府。两兄弟相处融洽，但也容易发生棘手的争执。他们之间的一个持续紧张的根源是纽卡斯尔对家庭财富的处理不善，这些财富因他不断的支出而逐渐耗尽。亨利·佩勒姆也被许多人认为是两兄弟中更能干的人，但最初在政治上更成功的是纽卡斯尔。尽管存在分歧，但他们仍然是坚定的政治盟友。

### 国内危机
政府在1727年面临危机，乔治一世意外去世，他的儿子乔治二世继位。这位新国王此前与沃波尔和纽卡斯尔的关系异常糟糕，在他们之间的一次争吵中，乔治蹩脚的英语让纽卡斯尔认为国王向他发起了决斗。近年来，他们的关系没有改善，导致许多人预计政府即将更换。
相反，沃波尔的表现使得在乔治二世眼里非常有用，乔治二世很快就相信沃波尔的能力并留住了他。纽卡斯尔和乔治的女儿阿米莉亚之间的友谊帮助两人关系解冻，导致许多人在没有实质性证据的情况下推测他们有外遇。到1727年11月，沃波尔和纽卡斯尔的位置再次安全，这得益于选举胜利，他们在下议院获得了430个席位，而反对党只有128个席位。
1729年，政府内部在英国外交政策的方向上发生了分歧。汤森德确信英国的主要敌人是奥地利。沃波尔和纽卡斯尔则将西班牙视为对英国力量的主要威胁，因为西班牙拥有庞大的海军和殖民地利益。最终，沃波尔取得胜利，迫使汤森德下台，并由哈灵顿勋爵取而代之。从那时起，纽卡斯尔开始担任高级內閣大臣，并在很大程度上控制着英国的外交政策。纽卡斯尔对他的亲戚和前赞助人的离开感到悲伤，尽管他们的合作关系变得越来越紧张，新的政治情况为纽卡斯尔个人前景提供了巨大的可能性。

### 和平政策
纽卡斯尔和沃波尔一起成功地在西班牙和奥地利之间挑起了隔阂，成为后者的盟友，并指导奥地利未来对西班牙的政策。然而，后来事实证明，英国长期的主要竞争对手不是奥地利及西班牙，而是一直被视为亲密盟友的法国。法国总理红衣主教弗勒里日益挑衅的行为很快让英国政府相信他们错了。这种误判后来被辉格党爱国派用来谴责政府缺乏应对法国威胁的准备。

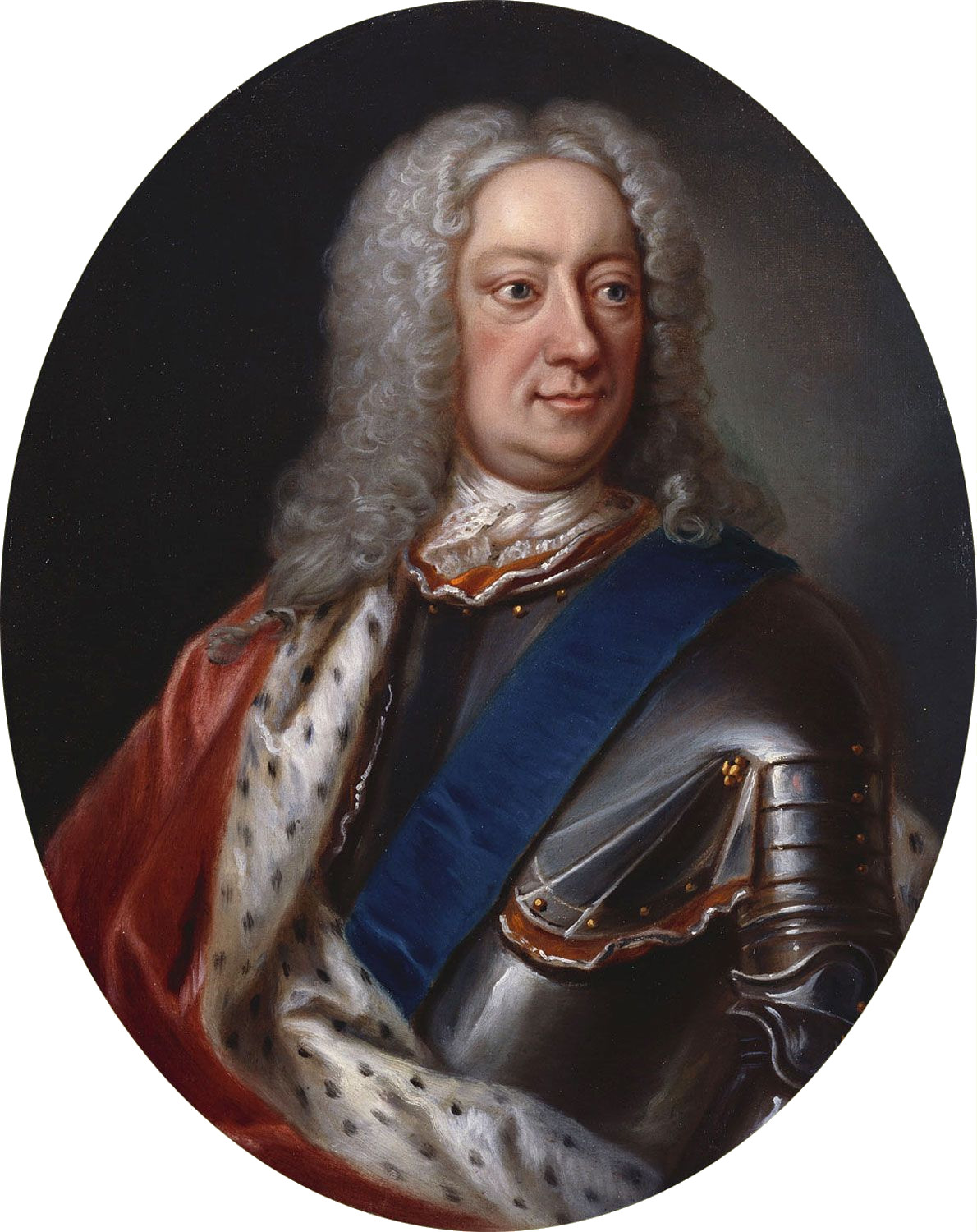
乔治二世国王，1727年到1760年在位。尽管他们最初对彼此有强烈的仇恨，但他和纽卡斯尔长达30年的关系发展非常富有成效

总的来说，纽卡斯尔和沃波尔一样厌恶战争，并希望防止英国被卷入欧洲大陆的重大战争中。值得注意的是，英国并没有卷入波兰王位继承战争，而是试图阻止它爆发。纽卡斯尔试图在战争爆发时保持谨慎，让法国和奥地利都措手不及，但这并没有阻止冲突。战争开始后，乔治二世试图推动履行其援助奥地利的承诺，但遭到沃波尔的阻挠，沃波尔坚持认为英国不应参战。纽卡斯尔支持与国王相同的立场，但他接受沃波尔的这一决定。
纽卡斯尔的兄弟亨利·佩勒姆现在成为了财政部主计长，并有效地取代了汤森德成为政府的第三人。这三个人通过定期在罗伯特·沃波尔爵士在诺福克的乡间别墅霍顿堂举行会议，被称为诺福克大会。这三人举行私人会议就国内外问题制定政策，然后将其提交议会批准。然而，慢慢地，纽卡斯尔和他的兄弟正在走出沃波尔的影子，变得更加独立。纽卡斯尔对奥地利被抛弃以及沃波尔不再信任他的暗示感到特别恼火。
到1735年，纽卡斯尔在很大程度上控制了殖民事务，进一步增加了他控制的赞助人数量。作为一名虔诚的圣公会教徒，他还被赋予了对教会事务的控制权，尤其是主教的任命和英格兰教会中的高薪职位。
纽卡斯尔越来越独立于沃波尔，这得益于他的兄弟和他最好的朋友哈德威克的支持，哈德威克此时已经是大法官。在这十年的后半段，他的工作越来越多地被管理与西班牙的关系所主导，其中包括贸易争端和反对有争议的1733年美国殖民地乔治亚的建立。长期以来的和平政策现在开始显得极其脆弱。他还在波兰王位继承战争中担任调解人，帮助结束了1738年的冲突。

### 詹金斯的耳朵战争和西属美洲
1731年，英国和西班牙之间日益紧张的局势在一场名为“詹金斯之耳”的事件中达到了顶点，当时一名英国商船船长因在古巴海岸进行非法贸易而被一名西班牙私掠者抓获，并因涉嫌违反此前的公约而受到惩罚。由于法律严格禁止外国与西班牙殖民地进行贸易，詹金斯船长的一只耳朵被割掉了。这一事件之所以震惊英国，与其说是因为事件野蛮，倒不如说是许多人因为西班牙可以合法伤害一个英国臣民而感到愤怒。
1738年，詹金斯出现在议会作证。其他商人发来请愿书，强大的南海公司发动舆论。对许多人来说，西班牙帝国正在崩溃，西属美洲唾手可得。议会中的一个喧嚣团体要求与西班牙开战。沃波尔坚决反对这样的政策，自身则成为攻击目标。纽卡斯尔也承受着巨大的压力，但最初认为要求英国向西班牙宣战是一个危险的步骤，尽管他的言论越来越好战，但直到1739年，他仍然考虑建立英西联盟的想法。纽卡斯尔试图用帕尔多公约来解决危机，该公约同意西班牙向英国商人支付一笔赔偿金。但英国舆论发生了变化，1739年12月，沃波尔认为除了宣战别无选择。

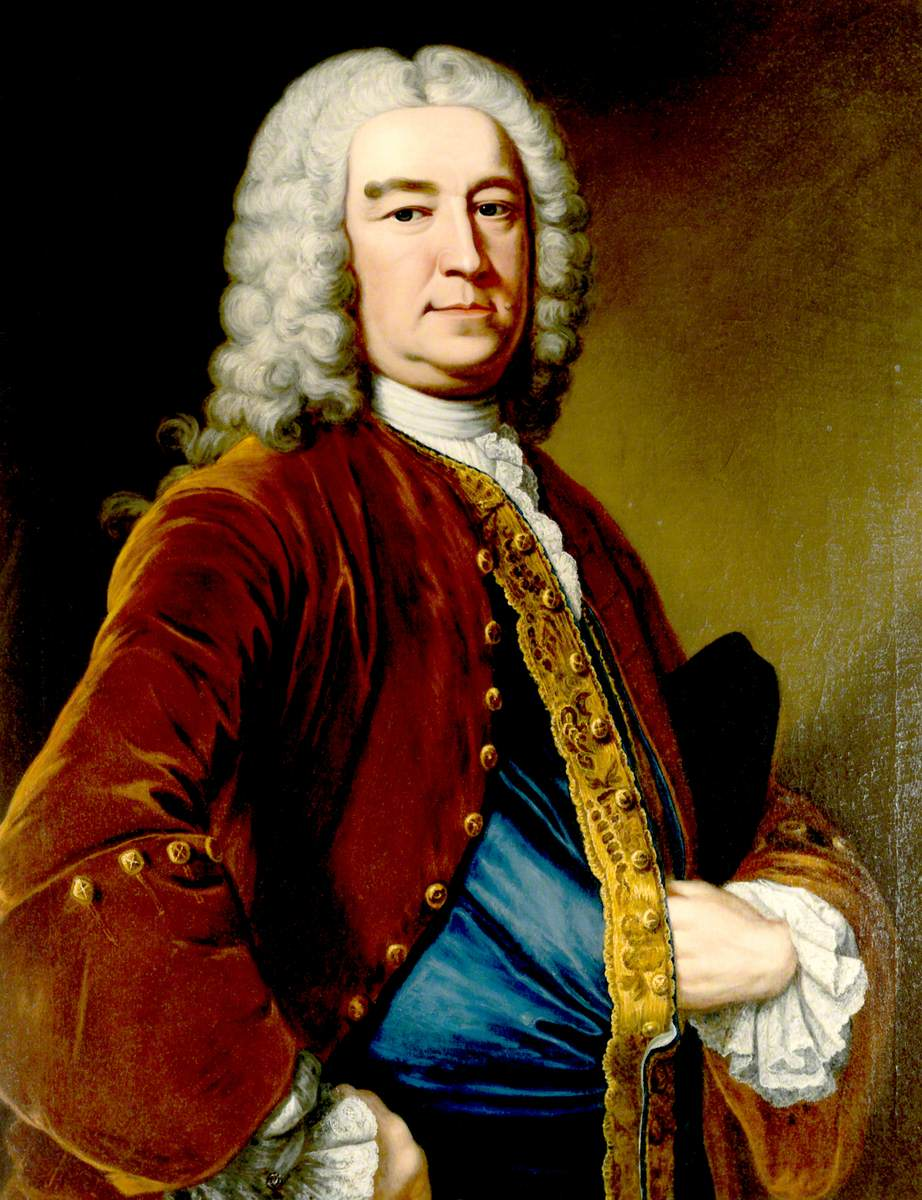
纽卡斯尔与他的兄弟亨利·佩勒姆有着密切但有时紧张的关系。沃波尔倒台后，两人结成了强大的政治伙伴关系，并共同主导英国政坛，直到亨利于1754年去世

英国人首战告捷，占领了巴拿马的贝洛港。这导致了爱国热情的爆发，并进一步增加了沃波尔和纽卡斯尔的压力，因为大众认为他们不愿意发动战争。纽卡斯尔试图建立自己“爱国者”的声誉来对抗这一点。纽卡斯尔承担了额外的军事职责，并在战争的前两年担任了事实上的战争部长。在此期间，他最引人注目的建议之一是征募大量来自美洲殖民地的军队，而这些殖民地不断增长的人力此前基本上没有得到利用。
1741年，英国对西班牙的主要战役是对南美城市卡塔赫纳的两栖联合攻击，但经历了相当大的延误。英军的指挥官是夺取贝洛港的爱德华·弗农上将，他麾下有一支由31,000名士兵和水手组成的部队准备占领这座城市。事实证明，围攻对英国来说是一场彻底的灾难，英军在被迫撤退之前失去了数千人。尽管纽卡斯尔是发布命令及监督远征军的人，但这场灾难的大部分责任落在了生病的首相沃波尔的身上。

### 沃波尔的失势
在卡塔赫纳灾难之后，英国举行了大选。结果沃波尔以前在众议院的主导地位不复存在。几个月内，沃波尔就被迫下台，由维明顿伯爵继任。尽管纽卡斯尔一直与沃波尔站在一起，但后来纽卡斯尔被沃波尔的许多支持者指责为落井下石。沃波尔的儿子霍勒斯·沃波尔在接下来的几年里继续攻击纽卡斯尔的行为。
沃波尔倒台后，纽卡斯尔继续执政，并在他的弟弟亨利·佩勒姆于1743年成为首相时变得更加强大。两兄弟及其被称为“老辉格党”的支持者一起与沃波尔政府的先前反对者“新辉格党”结盟。然而，由威廉·皮特和桑威奇勋爵等人领导的反对派依然强大。

### 奥地利王位继承战争

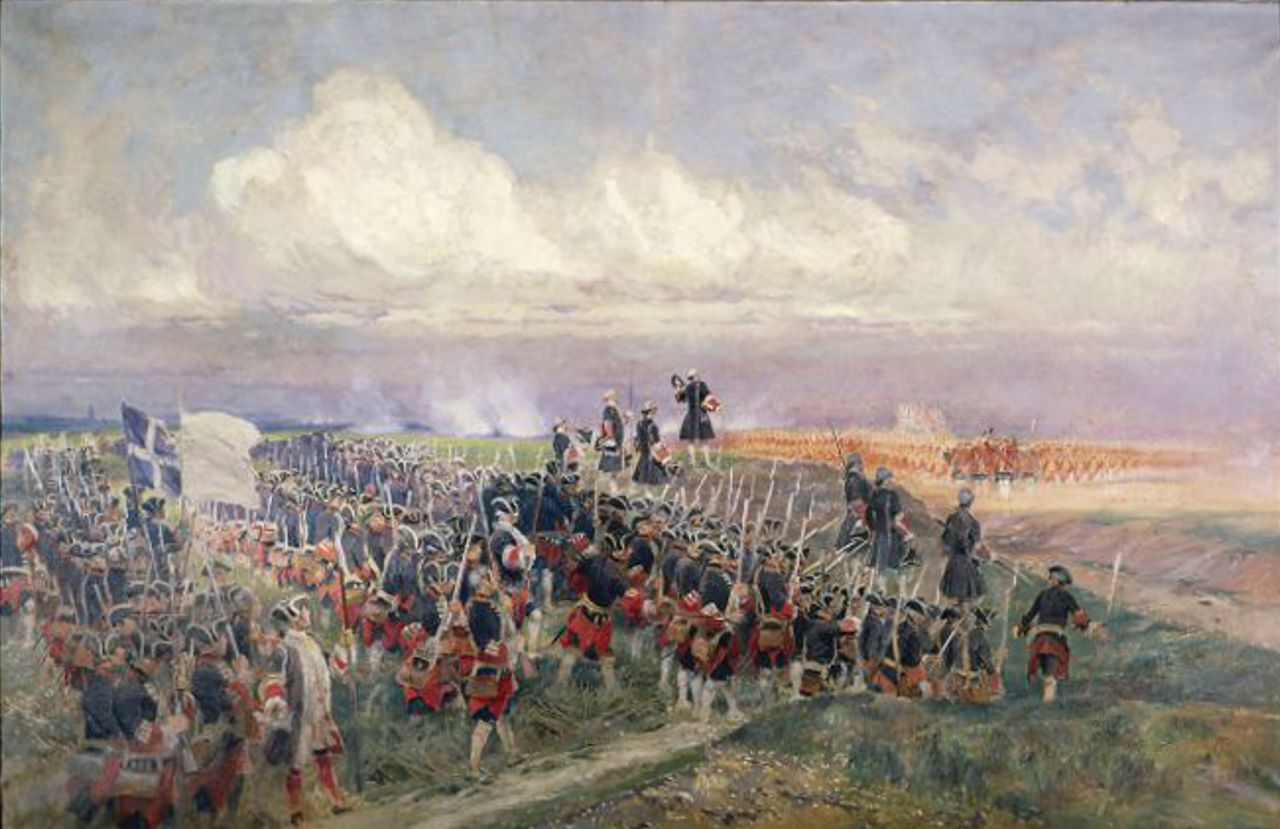
纽卡斯尔是奥地利的坚定支持者，并在奥地利王位继承战争期间主张援助该国。战后，他建立了维护与奥地利结盟的和平体系，但它却在1756年轰然倒塌

1740年，在与西班牙宣战后不久，欧洲同时爆发了一场战争，詹金斯的耳朵战争很快就被淹没了。在奥地利王位的争执中，法国和普鲁士都入侵了奥地利，并计划罢免玛丽亚·特蕾莎，并用他们自己的傀儡取而代之。奥地利借与英国的长期联盟要求后者宣战。此时，许多人认为，法国在战争中的胜利将使法国势力在欧洲过于强大。然而，尽管政府不愿，英国很快发现自己被拖入了这场更广泛的战争。
最初，英国的参与仅限于支持奥地利的财政补贴和外交协助，但到1742年，如果想要使英奥联盟不以失败告终，英国就需要做出更实质性的承诺。同年，16,000名英国军队被派往欧洲大陆。纽卡斯尔是一个坚定的奥地利拥护者并强烈支持英国对奥地利人的援助。长期以来，他一直认为英国击败法国的唯一方法是与奥地利结盟，这一观点与沃波尔和皮特等许多其他主要政治家大相径庭。
纽卡斯尔的地位曾一度受到皇室宠儿加德利的威胁，但到1743年，纽卡斯尔和他的兄弟牢牢控制着英国的政策，直到1756年。纽卡斯尔着手制定一项新计划以增强英国在欧洲大陆的实力，包括试图说服荷兰共和国加入反法联盟并调解奥地利与普鲁士之间的争端，这导致了1745年的德累斯顿条约。他还批准了1745年对路易斯堡的殖民袭击计划，该计划取得了成功。随着1742年西班牙入侵格鲁吉亚的失败，英国在北美的地位得到增强。

### 詹姆斯党起义
1745年，苏格兰爆发詹姆斯党起义，并很快蔓延到英格兰北部。纽卡斯尔担心查尔斯王子从北方发动袭击，以及法国入侵英格兰南部。在恐慌中，伦敦各地流传着许多不实的谣言，包括纽卡斯尔因害怕失去一切而逃往欧洲大陆的消息。纽卡斯尔则被迫向聚集在纽卡斯尔庄园外的人群露面，以证明自己还在那里。尽管如此，纽卡斯尔的地位受到威胁，因为如果詹姆斯党获胜，他的财产很可能会被没收，他将被迫流放。
纽卡斯尔比乔治二世和他的许多同事更快地意识到詹姆斯党构成的威胁，国王及其他内阁大臣则将叛乱视为一场闹剧。纽卡斯尔组织了一次军事回应，到1745年底，他召集了所有南方民兵和正规部队。詹姆斯党撤退到苏格兰北部，并于1746年在卡洛登被击败。

### 亚琛合约
在欧洲大陆，英国人继续进行战争努力，但他们现在受到荷兰共和国的压力。荷兰人要求英国与法国人和平相处，因为他们担心法国很快就会发动毁灭性的猛攻并占领他们的国家。纽卡斯尔认为任何可能达成的和平都对英国极为不利，他试图通过不断的外交和提供财政补贴来保持反法联盟的存在。
1746年，和平谈判在布雷达市举行。纽卡斯尔在确保桑威奇伯爵在会谈中被任命为英国代表方面发挥了重要作用，因为伯爵的观点与他的观点非常接近。桑威奇的主要指示是推迟谈判，直到英国取得重大胜利，使他们能够在优势地位进行谈判。布雷达会议最初进展并不顺利，因为与会者还没有完全致力于和平。盟军在卑尔根和劳菲尔德严重失利，继续表现不佳。纽卡斯尔的兄弟亨利现在强烈主张和平，但纽卡斯尔坚决反对，因为他仍然相信盟军的重大胜利即将到来。
1747年，纽卡斯尔参与组织政变，让奥兰治亲王在荷兰掌权。奥兰治想继续与法国人的战争，但很快就不得不向英国人申请巨额贷款。纽卡斯尔现在意识到荷兰即将完全崩溃，于是不情愿地转向寻求与法国的和平和解。他斥责自己的“无知、固执和轻信”，一半的人认为他对荷兰人如此信任会导致他被解职，但国王和内阁其他成员都对他保持信任。
为了监督和平谈判，纽卡斯尔转而担任北方部大臣的职位。尽管他希望桑威奇接替他担任南方部大臣，但他还是确保了桑威奇升任海军大臣。1748年夏天，纽卡斯尔在访问汉诺威时所到之处都受到热烈欢迎。谈判开始后，进展顺利得多，1748年10月，1748年亚琛条约正式缔结。英国将把路易斯堡交还给法国，以换取马德拉斯的回归和法国从低地国家的全面撤军。1739年英国与西班牙开战的自由贸易问题根本没有被提及。
纽卡斯尔因放弃路易斯堡而立即遭到政敌的攻击，但他们中的许多人没有意识到英国在欧洲大陆的地位已经变得脆弱。奥地利也深感不满，因为他们认为英国人已经抛弃了他们，并且没有为夺回西里西亚做出足够的努力。尽管如此，纽卡斯尔对获得的条件感到满意，欧洲大陆的观察家也对他如何推翻如此不利的局面赞不绝口。

### 纽卡斯尔体系
和平缔造之后，纽卡斯尔开始实施一项他已经制定了很长时间的政策。他认为，政治联盟的不稳定导致反复的战争。于是他希望通过强有力的外交来创造持久的和平，这种和平将建立在英国与奥地利强大而稳定的联盟之上。像许多辉格党人一样，他认为维持欧洲力量平衡至关重要。他将这个过程描述为“恢复旧系统”，但它通常被称为纽卡斯尔系统。
纽卡斯尔不断受到皮特和辉格党爱国者派系的攻击，派系成员鄙视他的欧洲政策，因为他们认为之前的战争表明北美越来越成为最重要的战区。他们嘲笑纽卡斯尔缺乏远见，忽视了欧洲政治的复杂性和英国与汉诺威的关系，以及早在1740年纽卡斯尔就已经意识到美洲殖民地的势力不断扩大这一事实。
纽卡斯尔仍然非常关注奥地利联盟。他花了几年的时间试图确保玛丽亚·特蕾莎的儿子，未来的约瑟夫二世成功担任神圣罗马帝国皇帝。期间有许多警告信号表明英奥联盟并不顺利，但纽卡斯尔忽略了其中的大部分，因为他确信奥地利或英国都没有任何其他重要的潜在盟友可以接触。谈到选举，纽卡斯尔认为，如果他的计划失败，“法国和普鲁士将向全世界发号施令”。纽卡斯尔设法在汉诺威国会大会上进行了妥协，以确保约瑟夫的选举。他在汉诺威的胜利很快就因没有与奥地利达成同盟而破灭。
纽卡斯尔通过设计辞职和解雇桑威奇勋爵，设法战胜了贝德福德公爵，纽卡斯尔现在已经开始认为桑威奇勋爵是一个危险的、雄心勃勃的竞争对手。他这样做轻松表明他对英国政治的完全控制，因为贝德福德领导了一个强大的派系。然而，贝德福德已经成为了一个重要的政敌，并不断试图威胁纽卡斯尔。
1752年，纽卡斯尔陪同乔治二世到汉诺威进行了一次难得的海外旅行。访问期间，纽卡斯尔试图将未来的首相诺斯勋爵培养为他的政治盟友。尽管两人都成为了好朋友，但纽卡斯尔没有成功。
1754年3月6日亨利·佩勒姆去世后，纽卡斯尔继任首相。他最初希望继续担任北方部大臣，因为他更喜欢外交事务，但由于并没有其他首相候选人，于是纽卡斯尔接受了国王的公职印章。

## 首相 - 第一任期

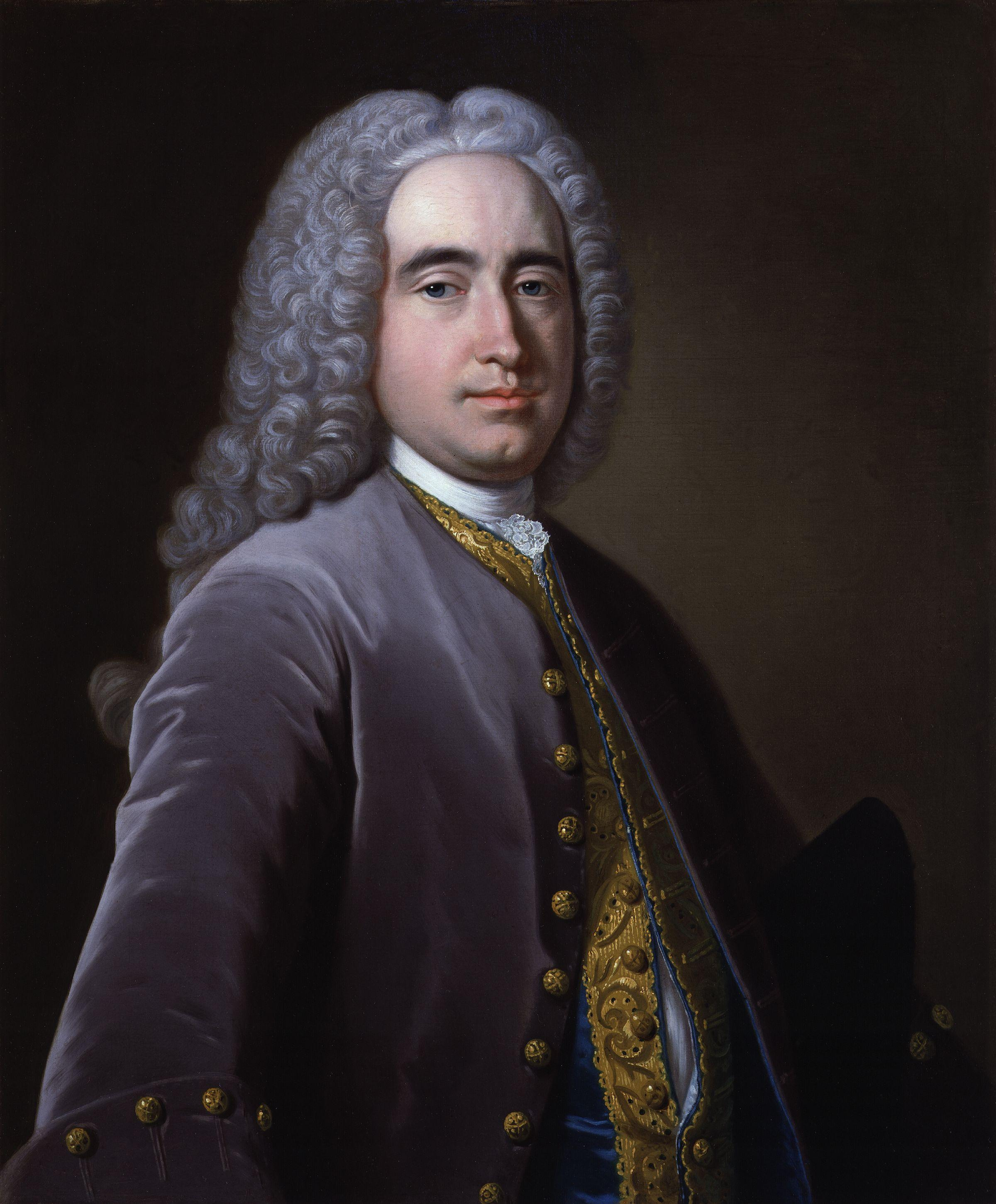
第一代荷兰男爵亨利·福克斯

纽卡斯尔的首要任务是选下议院领袖人。令人惊讶的是，他拒绝了最受欢迎的威廉·皮特和亨利·福克斯，并选择了托马斯·罗宾逊爵士，罗宾逊几乎没有被大多数人视为候选人。纽卡斯尔任命被认为能力稍弱一些的人，以便可以控制他们。皮特和福克斯都对这种轻视行为怀恨在心，并加强了对纽卡斯尔的攻击。
1754年4月和5月，纽卡斯尔监督了一次大选，很大程度上采用了他兄弟制定的选举策略并赢得了绝大多数席位。纽卡斯尔感到有足够的勇气尝试推动一些金融改革。他提出了减少向英格兰银行支付的国债利息数额的措施。这样做的决定可能部分是为了转移人们对他没有足够资格控制财政部的批评。与此同时，他仍然主要指导外交政策，因为这是他的政治核心。

### 美洲
英国和法国在北美的竞争已经有一段时间了。双方都觊觎俄亥俄州，因为该地在建立一个新的富裕殖民地这一方面有着巨大的潜力，两国都派出军队占领该领土。当英国人建立第一个哨所时，他们在1754年被法国远征军赶走了。许多富有的美国人鼓动采取军事行动，但各个殖民地对冲突的准备很差。来自辉格党爱国者派在伦敦的压力更大，他们认为英美向内陆扩张的时机已经成熟。
1755年，英国计划对法属北美进行一次大规模的远征。一支英国正规军将被派去占领俄亥俄州，而另一支新英格兰部队将控制新斯科舍省。英国任命一位新的总司令爱德华·布拉多克来指挥远征军。该计划的设计者是坎伯兰公爵，他在当时拥有巨大的政治影响力。布拉多克是最受欢迎的人选，但纽卡斯尔对布拉多克和整个计划都表示怀疑。纽卡斯尔暂时与亨利·福克斯结盟，但他不喜欢后者。福克斯是这场运动的坚定支持者，并迫使纽卡斯尔出手。
抵达美国几个月后，布拉多克的部队在莫农加希拉战役惨败。英军在荒野中遭到法军和美国原住民混合部队的袭击，超过一半被杀，包括布拉多克。其余的人撤退到费城，法国人完全控制了内陆。 新斯科舍的袭击计划更成功，但随之而来的大驱逐令纽卡斯尔感到非常头疼。
英国在北美的行动都是在没有正式宣战的情况下发生的。随着美国局势的变化，纽卡斯尔被迫放弃他的金融改革计划，因为这笔钱需要花在军队上。

### 失去梅诺卡岛

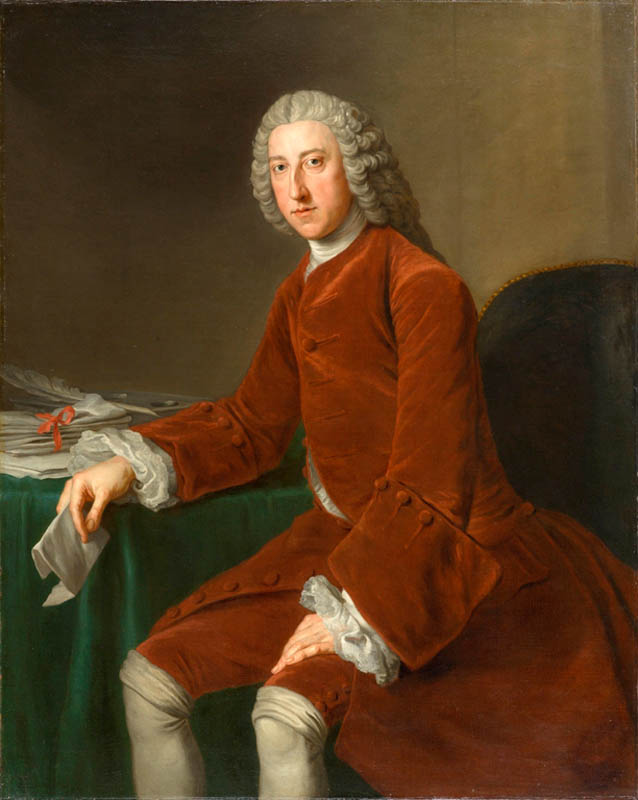
威廉·皮特是辉格党爱国者派的领袖，也是纽卡斯尔的眼中钉。当两人在1757年建立选举伙伴关系时，许多人感到惊讶

虽然纽卡斯尔一直在关注美国的战事，但欧洲更紧迫的事件需要他的关注。
由于长期以来认为英国会在关键时刻放弃盟约，奥地利变得越来越紧张。纽卡斯尔最担心的事情在1756年得到证实，当时奥地利与法国结盟。外交革命突然颠覆了欧洲的整个力量平衡。
纽卡斯尔曾希望通过敌对势力包围法国来防止欧洲爆发大规模战争。他相信这既可以阻止他们攻击他们的邻居，也可以阻止他们向北美派遣增援部队。他认为现在唯一可能发生战争的方式就是腓特烈大帝单方面进攻奥地利，但数量上的明显差距也不可忽视。纽卡斯尔希望他可以设法避免欧洲的战争，但在1756年，腓特烈大帝入侵萨克森和波希米亚，引发了纽卡斯尔担心但未能阻止的欧洲大战。英国和法国之间在俄亥俄州开始的有限战争现在已经蔓延到全球。
纽卡斯尔因英国在七年战争中开局不佳而受到广泛指责，1756年11月，首相一职被德文郡公爵取代。在1756年梅诺卡岛丢失后，有些人甚至要求处决纽卡斯尔。取而代之的是，英国舰队的指挥官约翰·拜恩在登上军事法庭后被枪杀，许多人认为这是保护纽卡斯尔的烟幕弹。
由于他的长期任职，纽卡斯尔被加封为纽卡斯尔安德莱恩公爵。

## 插曲：德文郡公爵
1756年11月至1757年6月期间，德文郡公爵取代纽卡斯尔成为首相，尽管皮特被广泛认为是政府的实际领袖。

## 首相 - 第二任期

### 重回唐宁街
1757年7月，由于皮特在议会中未能获得足够的支持，纽卡斯尔再次出任首相。人们经常错误地认为皮特在战争期间担任首相，但实际上首相一职由纽卡斯尔担任。纽卡斯尔和皮特的关系发展成为富有成果的伙伴关系，并提供了一些人认为一段时间以来缺乏的坚定领导。

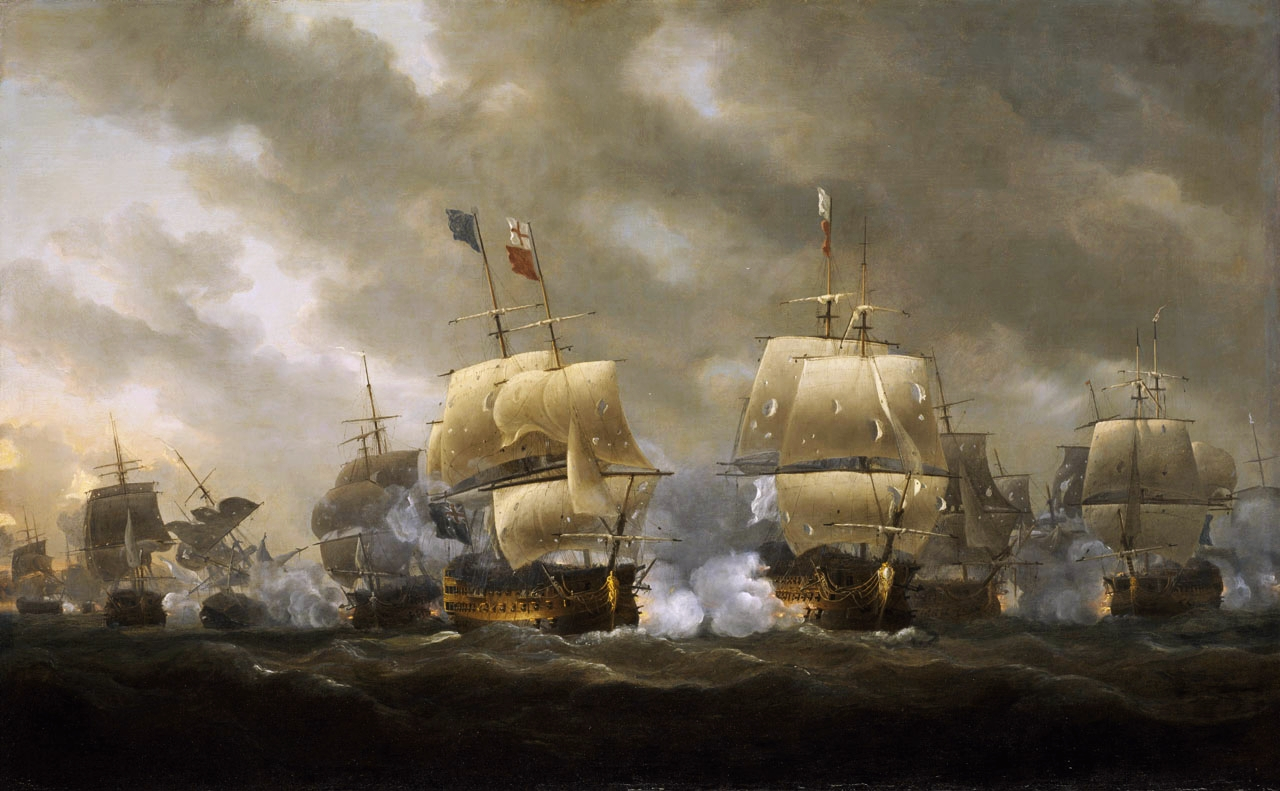
1759年英国在几大洲和海上取得胜利后，被称为“奇迹年”。11月，一支计划入侵英格兰的法国舰队在基伯龙被击败。大部分功劳归于皮特，而不是纽卡斯尔

在纸面上，这是一个难以置信的联盟。多年来，皮特一直是纽卡斯尔的尖锐批评者，他们对战略有着不同的、相互矛盾的看法。纽卡斯尔看到了英国将资源用于欧洲大陆战争的最佳胜利机会，但皮特希望全面转变政策，将英国军队集中在法国人最脆弱的北美、西非和亚洲。然而，他们分享了一些观点，两人都是热心的辉格党人，甚至曾经试图建立一个政治联盟。纽卡斯尔此前曾试图让皮特在1745年成为战争部长，但乔治二世否决了这一任命。

### 七年战争
最终，英国的政策是由这两种观点混合而成的。纽卡斯尔坚持要求英国介入欧洲大陆以牵制法国军队，并授权对法国殖民地进行多次远征。随着远征的成功，海外部队的数量和规模开始增加。皮特在很大程度上接管了指挥远征军的控制权，纽卡斯尔同意这些措施，并通过动员他对国会议员的控制来确保议会站在一边。皮特和纽卡斯尔与少数其他人物如哈德威克、安森和利戈尼尔一起讨论战略。
纽卡斯尔一直对英国在战争中的糟糕开局深感担忧，特别是梅诺卡岛的丧失和法国占领奥属尼德兰的主要港口。为了提高英国在地中海的地位，他推动入侵当时由中立国热那亚控制的科西嘉岛，用作海军基地，或者英国进攻奥斯坦德以驱逐法国人。皮特担心这两个计划都会导致英国与奥地利或热那亚开战。为了安抚纽卡斯尔和乔治二世，皮特同意在1758年派遣一支英国特遣队前往德国作战。

### 成功
1758年，皮特开始派遣远征军在世界各地占领法国殖民地。1758年，英军占领了西非的塞内加尔和冈比亚以及北美的路易斯堡。他计划在明年通过向西印度群岛和加拿大派遣大型远征军来加强这一点。为此，皮特征用了不列颠群岛的军队和船只，这让纽卡斯尔担心本土防守不力。当英国人收到有关法国计划入侵英国的情报时，纽卡斯尔的恐惧增加了。皮特决心推进当年的计划，但同意减少1760年的殖民远征规模，因为他预计1759年将对法国的战争努力造成打击。
纽卡斯尔保留了他先前的信念，即英国需要建立一个尽可能广泛的联盟，并且决定性的战场在欧洲而不是美洲。因此，他试图说服许多不同的国家加入反法联盟。他在很大程度上没有成功，因为荷兰人、丹麦人和葡萄牙人保持中立，瑞典和俄罗斯与法国和奥地利一起进攻普鲁士。他授权向普鲁士人支付大笔补贴，此时普鲁士在与欧洲众多国家同时作战。
纽卡斯尔最伟大的个人成就之一是他利用外交手段将西班牙排除在战争之外，西班牙直到1762年加入战争时已经为时已晚。1759年，他和皮特组织了英国对法国计划入侵的防御，但计划由于英国在拉各斯和基伯龙的海军胜利而取消。

### 失势
由于新国王乔治三世对比特勋爵的好感，这个英国在国外享有盛誉的“宽底政府”逐渐倒台，比特勋爵先是取代皮特，后于1762年5月取代纽卡斯尔成为首相。乔治三世将皮特描述为“草丛中的蛇”，将纽卡斯尔描述为“无赖”。
尽管他们无可否认地对战争进行了有效的领导，但新国王并不信任任何一个人，并将他们两个都打入冷宫。可以说，这是英国君主最后一次纯粹出于个人仇恨而罢免首相：这一特权将在未来完全交给议会。由于比特勋爵是托利党人，这标志着辉格党对政府的垄断结束，这种垄断自1714年汉诺威王朝开创以来一直持续。

## 晚年

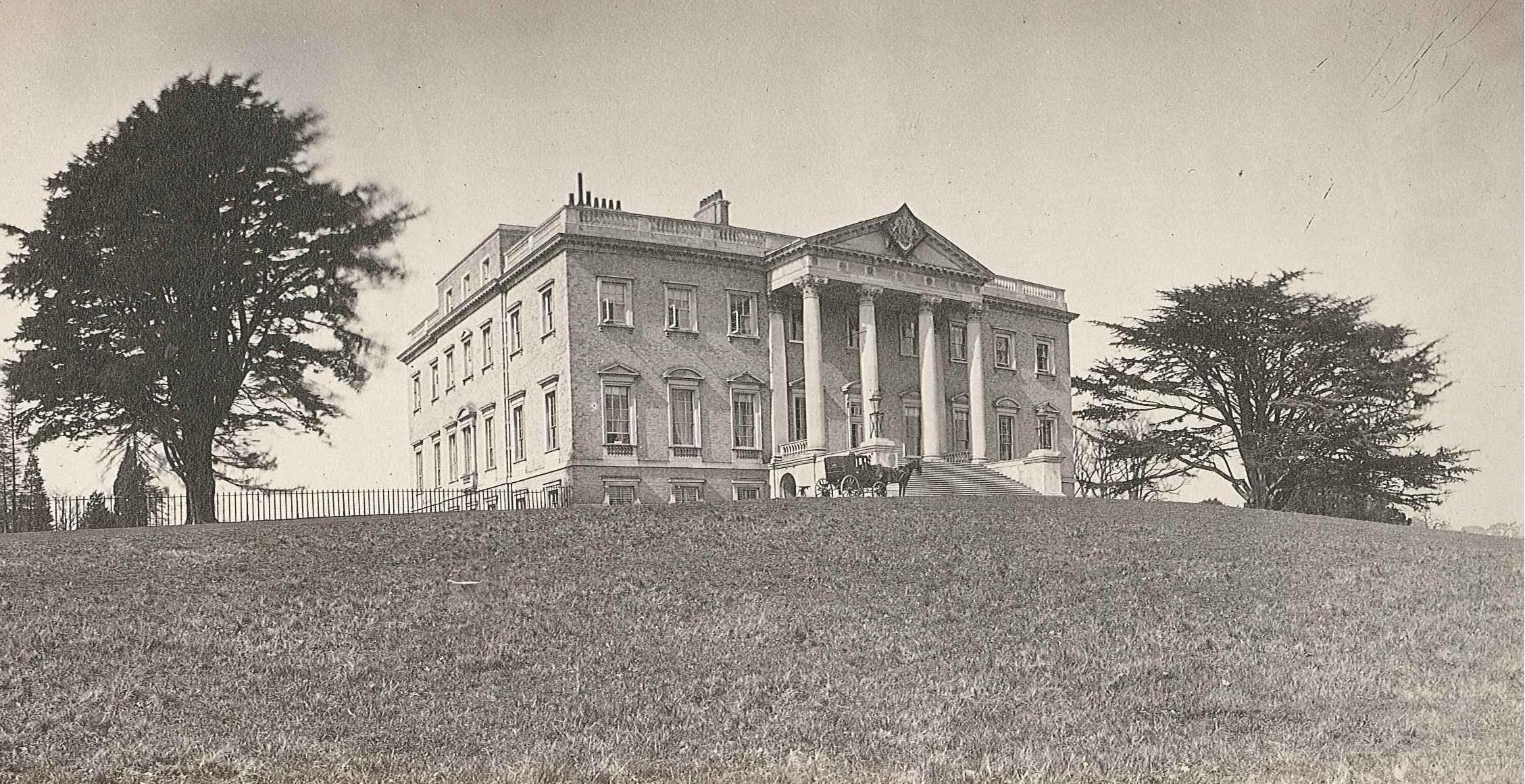
纽卡斯尔在克莱蒙特度过了他晚年的大部分时间。他为这座庄园及其广阔的花园感到异常自豪

### 抵制
纽卡斯尔因反对1763年巴黎条约遭到抵制并失去了他的两个副官。与皮特一样，他认为和平条款对法国和西班牙过于慷慨，因为英国人已经占据了有利地位。七年战争期间占领的许多领土被归还，但法国在加拿大和印度的殖民地已被永久摧毁。
纽卡斯尔晚年大部分时间都在克莱蒙特的家中度过，他认为这是他最伟大的成就之一。纽卡斯尔已经连续执政近45年。

### 再次复出
1765年，纽卡斯尔成为罗金汉侯爵政府的掌玺大臣。罗金汉侯爵与纽卡斯尔有许多相似之处，两人都是富有的辉格党大人物。纽卡斯尔曾一度被国王提议担任南方部大臣，但他拒绝了。纽卡斯尔在政府垮台之前任职了几个月，最后被格拉夫顿公爵取代。

### 退休
此后，纽卡斯尔仍然积极参与政治，但接受了他不会再次担任公职。纽卡斯尔继续拥有众多的赞助人和影响力，但在1767年12月中风后，他的健康状况迅速恶化，导致他跛足，言语和记忆力受损。在他生命最后的几个月里，他反对英属美洲的不可容忍法令。纽卡斯尔于1768年11月在他位于伦敦林肯菲尔德的家中去世，享年75岁。在他死后，克莱蒙特庄园被卖给了在七年战争中成名的罗伯特·克莱武。
纽卡斯尔公爵勤奋而精力充沛，值得称赞的是，这位几乎垄断政府半个世纪的政治家两次拒绝领取养老金，最终由于他在政治上的巨额支出，他的资产比入职时少300,000英镑。竞选议员、奢侈的生活方式和他对家庭预算的忽视是资产减少的主要原因。

## 评价
纽卡斯尔受到广泛讽刺，并经常被描绘成一个难以理解政府事务的糊涂小丑。他是18世纪最受讥讽的政治家之一。
历史观点普遍存在分歧，一些历史学家认为纽卡斯尔不适合担任首相一职，但其他人则认为他是一位精明的政治运营商，巧妙地驾驭了18世纪复杂的欧洲国家体系。纽卡斯尔在议会中拥有巨大的投票权，经常可以在下议院组织多数派来支持政府看似令人费解、不受欢迎和荒谬的政策。
一般来说，对英国在七年战争中胜利的赞誉都归于皮特而不是纽卡斯尔，后者是政府的正式领导人。传统上，对战争的描述将皮特描绘成一个有远见的人，他通过扭转纽卡斯尔先前专注于欧洲事务的不明智政策而赢得了战争。弗朗西斯·帕克曼记录了皮特和他的军事行政人员之间的通信，而他们与纽卡斯尔之间则没有。其他人则通过将他的“大陆政策”与诺斯勋爵在美国独立战争期间未能召集欧洲盟友进行对比来为纽卡斯尔辩护，这导致英国最终在这场冲突中失败。

## 家庭

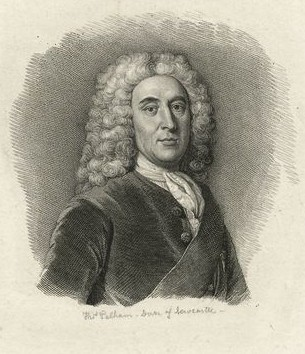
第一代泰恩河畔纽卡斯尔公爵托马斯·佩勒姆-霍尔斯

1717年4月2日，纽卡斯尔与第二代戈多芬伯爵的女儿、第一代马尔伯勒公爵约翰·丘吉尔的孙女哈蕾特·戈多芬夫人结婚。公爵夫人身体不好，这对夫妇没有孩子。

### 继承
鉴于泰恩河畔纽卡斯尔公国将再次绝嗣的前景，乔治二世国王还在1756年创建了纽卡斯尔安德莱恩公爵，通过纽卡斯尔的侄子第九代林肯伯爵继承了这一头衔。
在纽卡斯尔于1768年去世后被安葬在东萨塞克斯郡劳顿的诸圣堂。

## 引注
1. 1 2 3 4 5 6 7  Chisholm 1911.
2. ↑  Basil Williams, The Whig Supremacy 1714-1760 (2nd ed. 1962) pp 352–53.
3. ↑  Williams, The Whig Supremacy 1714–1760 (1962) pp 28–29.
4. ↑  Browning p.1
5. 1 2  Browning pp.2–3
6. ↑  Browning p.6–10
7. ↑  Browning p.10
8. ↑  Browning. ODNB online Ed
9. ↑  Browning p.9–10
10. ↑  Browning pp.10–11
11. ↑  Browning pp.23–25
12. ↑  Browning p.25
13. ↑  Browning pp.12–13
14. ↑  Browning p.14
15. ↑  Field pp.350–352
16. ↑  Browning p.5
17. ↑  Browning pp.14–15
18. ↑  Rodger Command of the Ocean p.227
19. ↑  Simms p.138
20. ↑  Browning p.51
21. ↑  Simms p.126
22. ↑  Browning p.62–63
23. ↑  Browning p.53
24. ↑  Browning pp.49–50
25. ↑  Simms p.219
26. ↑  Simms pp.216–17
27. ↑  Browning pp.66–67
28. ↑  Browning pp.67–68
29. 1 2  Browning pp.73–76
30. ↑  Stephen Taylor, "'The Fac Totum in Ecclesiastic Affairs'? The Duke of Newcastle and the Crown's Ecclesiastical Patronage." Albion 24#3 (1992): 409–433.
31. ↑  Donald G. Barnes, "The Duke of Newcastle, Ecclesiastical Minister, 1724-54." Pacific Historical Review 3.2 (1934): 164–191. in JSTOR （页面存档备份，存于）
32. ↑  Norman Sykes, "The Duke of Newcastle as Ecclesiastical Minister." English Historical Review 57.225 (1942): 59–84. in JSTOR （页面存档备份，存于）
33. ↑  Browning pp.78–82
34. ↑  Rodger. Command of the Ocean. p.235
35. ↑  Simms p.248
36. ↑  Simms pp.247–252
37. ↑  Browning p.95
38. ↑  Rodger Command of the Ocean pp.236–37
39. 1 2  Browning pp.94–97
40. ↑  Simms p.302
41. ↑  N.A.M Rodger Lord Sandwich p.18
42. 1 2 3  Browning p.102
43. 1 2  Browning p.132
44. ↑  Rodger The Instatiable Earl pp.41–42
45. ↑  Browning p.149
46. ↑  Browning p.150
47. ↑  Rodger The Instatiable Earl pp.58–59
48. ↑  Browning pp.152–53
49. ↑  Browning pp.154–55
50. ↑  Simms pp.351–52
51. ↑  Browning p.
52. 1 2 3  Murphy p.41
53. 1 2  Whiteley p.13
54. ↑  Browning p.194
55. ↑  Browning pp.198–99
56. ↑  Browning p.204
57. ↑  Browning pp.207–08
58. 1 2 3 4  Anderson p.105
59. ↑  Simms p.167–68
60. ↑  Simms p.672–73
61. ↑  Anderson p.129
62. ↑  Simms p.675
63. 1 2  Browning p.133
64. 1 2  McLynn p.95
65. 1 2 3 4 5  Parkman, p.88
66. 1 2 3  McLynn p.96–97
67. ↑  Hibbert p.27
68. ↑  Browning p.322
69. ↑  Browning p.322–23
70. ↑  . Oxford University Press. 2004: 728–729.Article by Reed Browning.
71. ↑  Ray A. Kelch, Newcastle: A Duke without Money (1974)
72. ↑  Whitely p.26
73. ↑  ThPelODNB.